# 于格二世 (勃艮第)

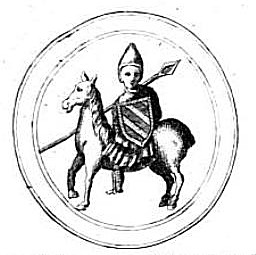
勃艮第公爵于格二世印章

于格二世（1084年—1143年2月6日），勃艮第公爵（1103年－1143年）。于格二世是厄德一世的兒子。于格二世被選為聖貝尼涅修道院的監護人，這個職位將由他的後代擔任，直到12世紀末。 

## 家庭
于格二世於1115年與蒂雷訥伯爵戈蒂耶爾和普雷勒的阿德琳娜的女兒蒂雷訥的瑪蒂爾達結婚。
他們有子女如下：
- 艾格琳 (出生於1116年)，與沃德蒙特伯爵于格一世結婚
- 克萊門斯 (出生於1117年)，與棟濟的杰弗里三世結婚[1]
- 勃艮第公爵厄德二世 (1118年–1162年) 與香檳的瑪麗亞結婚[1]
- 貝桑松大主教戈蒂埃 (1120年–1180年)
- 于格勒魯  (1121年–1171年) 迎娶沙隆的伊莎貝爾[1]
- 羅伯特，奧頓主教 (1122年–1140年)[1]
- 奧頓主教亨利 (1124年–1170年)[1]
- 格里尼翁伯爵雷蒙德 (1125年–1156年) 與蒙彭西耶的艾格尼絲結婚[1]
- 勃艮第的西比拉（英语：Sibylla of Burgundy） (1126年–1150年)，與西西里國王魯傑羅二世結婚 [4]
- 杜西薩  (出生於1128年)，與格蘭西的雷蒙德結婚
- 瑪蒂爾達 (1130年–1159年)，與蒙彼利埃勳爵威廉七世（英语：William VII of Montpellier）結婚[1]
- 阿姆伯格 (出生於1132年)，修女